# Peter Buggenhout
 (février 2025).
Si vous disposez d'ouvrages ou d'articles de référence ou si vous connaissez des sites web de qualité traitant du thème abordé ici, merci de compléter l'article en donnant les références utiles à sa vérifiabilité et en les liant à la section « Notes et références ».
Peter Buggenhout, né en 1963 à Termonde, est un artiste belge qui habite et travaille à Gand[réf. nécessaire]. Il est connu principalement pour ses sculptures, mais il a commencé sa carrière en tant que peintre et dessinateur.

## Biographie
Ses œuvres mélangent des matériaux considérés comme déchets, aussi bien organiques (poils, organes, sang d'animaux...) qu'issus de l'activité humaine (plastiques, ferraille, poussière...). D'après l'artiste, son travail s'interroge sur l'état du monde, sur la direction encore inconnue qu'il prend et sur le sentiment d'impuissance qui se dégage chez l'Homme face au chaos d'un monde qui lui échappe[réf. nécessaire].
Exposé pour la première fois en Belgique en 1983, il faut attendre 2007 pour sa première exposition à Paris lors de l'exposition Mutatis Mutandis à la Maison Rouge. Il a également exposé en Israël, aux Pays-Bas et en Inde.

## Œuvres principales
- The Blind leading the Blind (Herzliya piese) #1
- The Blind leading the Blind #21
- The Blind leading the Blind #26
- Eskimo Blues II
- Gorgo #4
- Gorgo #14
- Gorgo #18
- Mont Ventoux #3
- Mont Ventoux #4
- It’s a strange, strange world, Sally

## Expositions
- 2018 : Jason Haam (d), Séoul, Corée-du-Sud
- 2018 : Museo de la Ciudad de Queretaro, Querétaro, Mexico
- 2017 : Galeria Hilario Galguera, San Rafael, Mexico City, Mexico
- 2017 : Galerie Laurent Godin, Paris, France
- 2017 : The Box, Los Angeles, États-Unis
- 2017 : Neues Museum, Berlin, Allemagne
- 2016 : Palazzo De’Toschi, Bologna, Italie
- 2016 : Marion De Cannière Artspace, Peter Buggenhout and Didier Vermeiren, Anvers, Belgique
- 2015 : Konrad Fischer Galerie, Berlin, Allemagne
- 2015 : Museum M, Leuven, Belgique
- 2015 : Bonnefantenmuseum, Maastricht, Pas-Bas
- 2014 : CIAP, Ile de Vassiviere, France
- 2014 : Barbara Gladstone Gallery, New York, États-Unis
- 2014 : Musée de la Chasse et da la Nature, Paris France
- 2013 : Palais De Tokyo, Paris, France
- 2013 : Galerie Laurent Godin, Paris, France
- 2012 : Track, Gent, Belgique
- 2012 : Konrad Fischer Galerie, Düsseldorf, Allemagne
- 2012 : Ludwig Forum, Aachen, Allemagne
- 2011 : Saatchi Gallery, Londres, Royaume-Uni
- 2011 : Galerie Laurent Godin, Paris, France
- 2011 : Konrad Fischer Galerie, Düsseldorf, Allemagne
- 2011 : De Pont, Tilburg, Pas-Bas
- 2011 : Association d'art de Francfort, Francfort-sur-le-Main
- 2008-2009 : Herzliya Museum of Contemporary Art, Herzliya (Israël), décembre 2008 - Museum Dhondt-Dhaenens, Deurle (Belgique), mars 2009
- 2008 : Gallery Maskara at Warehouse on 3rd Pasta, Mumbai (Inde) juillet-septembre
- 2007 : Individual presentation, nouvelles œuvres acquises par la Communauté flamande, SMAK, Gand (Belgique), mai 2007
- 2006 : De Res Derelictae, Objects owned by nobody, The Garage, Malines, Belgique
- 2005 : Gallery Richard Foncke, Gand, Belgique
- 2002 : Wolken zijn geen bollen/ Clouds are no spheres, De Brakke Grond, Amsterdam, Pays-Bas
- 2001 : Pati Natae –Darmsculpturen/ Intestine Sculptures, S Cole Gallery, Gand, Belgique
- 2000 : Eskimo Blues, Kunstvereniging/ Art society, Diepenheim, Belgium Op het ogenblik geen oplossing / No solution at the moment. Peter Buggenhout, De Bond, Bruge, Belgique
- 1998 : Tweeluik/Diptych ’98, Campo-Santo, Sint-Amandsberg, Gand, Belgique
- 1997 : Darmsculpturen/ Intestine sculptures, Huize St.-Jacobus, Gand, Belgique
- 1996 : The unlogical Proposition/Drawings par Peter Buggenhout, Vereniging voor het Museum van Hedendaagse Kunst/ Contemorary Art Society, Ostende, Belgique - The unlogical proposition. Drawings par Peter Buggenhout, Het Kunsthuis/ Art Society, Ostende, Belgique
- 1995 : The unlogical Proposition, Vereniging voor het Museum van Hedendaagse Kunst/ Contemporary Art Society, Gand, Belgique
- 1994 : Gallery De Oorzaak en zn, Turnhout, Belgique
- 1991 : Gallery Fortlaan 17, Gand, Belgique
- 1990 : Paintings, Gallery Fortlaan 17, Gand, Belgique
- 1989 : International Cultural Centrum - ICC, Anvers, Belgique
- 1988 : Recent paintings, Gallery William Wauters, Oosteeklo, Belgique
- 1987 : Paintings and drawings, Community House, Hamme, Belgique